# Nishigatake
Le mont de Nishi (西ヶ嶽, Nishi-ga-take) est une montagne culminant à 727 m d'altitude à Tamba-Sasayama dans la préfecture de Hyōgo au Japon.
Le Nishigatake est la deuxième montagne la plus élevée des monts Taki après le mont Mitake à 793 m d'altitude.